# Volta a Espanya de 2010
La Volta a Espanya de 2010, 65a edició de la Volta a Espanya, és una cursa ciclista per etapes que es disputarà entre el 28 d'agost i el 19 de setembre de 2010. Aquesta és la 23a prova del Calendari Mundial UCI 2010.
Enguany hi ha la novetat del canvi de color de primer classificat de la general, passant del mallot d'or al mallot vermell. Vuit poblacions veuran una sortida d'etapa per primera vegada en la història de la Vuelta: Alcalá de Guadaíra, Caravaca de la Cruz, Villena, Vilanova i la Geltrú, Rincón de Soto, Solares, Peñafiel i Piedrahíta; mentre que també seran final inèdits d'etapa Valdepeñas de Jaén, Oriola, Vilanova i la Geltrú, Cotobello, Peñafiel i Bola del Mundo.
La cançó d'aquesta edició fou "Otra Oportunidad" de Preciados.

## Equips
Des del 2008 hi havia setze equips confirmats, els que eren equips UCI ProTour el 2008 i que encara continuen en actiu. Posteriorment es van donar les invitacions que foren pels equips UCI ProTour Team Katusha, Team Sky i Garmin-Transitions i els Equips continentals professionals Xacobeo Galicia, Andalucía CajaSur i Cervélo Test Team, formant un pilot de 198 ciclistes.
Els equips participants són:
| Equip                 | Codi | Cap de files                                        |
| --------------------- | ---- | --------------------------------------------------- |
| Cervélo Test Team     | CTT  | Carlos Sastre                                       |
| Ag2r-La Mondiale      | ALM  | Nicolas Roche                                       |
| Andalucía-CajaSur     | ACA  | José Ángel Gómez Marchante                          |
| Astana                | AST  | Allan Davis · Enrico Gasparotto                     |
| Bbox Bouygues Télécom | BTL  | Johann Tschopp · Nicolas Vogondy                    |
| Caisse d'Epargne      | GCE  | David Arroyo                                        |
| Cofidis               | COF  | David Moncoutié                                     |
| Euskaltel-Euskadi     | EUS  | Igor Antón                                          |
| Footon-Servetto       | FOT  | Arkaitz Durán                                       |
| Française des Jeux    | FDJ  | Christophe Le Mevel                                 |
| Garmin-Transitions    | GRM  | Tyler Farrar · David Millar · Christian Vandevelde  |
| Lampre-Farnese Vini   | LAM  | Alessandro Petacchi · Andrei Kàixetxkin             |
| Liquigas              | LIQ  | Daniele Bennati · Roman Kreuziger · Vincenzo Nibali |
| Omega Pharma-Lotto    | OLO  | Jan Bakelants · Philippe Gilbert                    |
| Quick Step            | QST  | Carlos Barredo · Dario Cataldo                      |
| Rabobank              | RAB  | Mauricio Ardila · Denís Ménxov                      |
| Team Sky              | SKY  | Thomas Lövkvist                                     |
| Team HTC-Columbia     | THR  | Mark Cavendish · Tejay van Garderen                 |
| Team Katusha          | KAT  | Joaquim Rodríguez                                   |
| Team Milram           | MRM  | Robert Förster · Markus Fothen                      |
| Team Saxo Bank        | SAX  | Andy Schleck · Fränk Schleck                        |
| Xacobeo Galicia       | XAC  | Ezequiel Mosquera                                   |

## Etapes
| Etapa     | Data           | Ciutats d'etapa                                  | km                 | Vencedor d'etapa    | Líder de la general |                    |
| --------- | -------------- | ------------------------------------------------ | ------------------ | ------------------- | ------------------- | ------------------ |
| 1a etapa  | 28 d'agost     | Sevilla – Sevilla                                | 13                 | Team HTC-Columbia   | Mark Cavendish      |                    |
| 2a etapa  | 29 d'agost     | Alcalá de Guadaíra – Marbella                    | 173                | Iauhèn Hutaròvitx   | Mark Cavendish      |                    |
| 3a etapa  | 30 d'agost     | Marbella – Málaga                                | 157                | Philippe Gilbert    | Philippe Gilbert    |                    |
| 4a etapa  | 31 d'agost     | Málaga – Valdepeñas de Jaén                      | 183'8              | Igor Antón          | Philippe Gilbert    |                    |
| 5a etapa  | 1 de setembre  | Guadix – Llorca                                  | 198'8              | Tyler Farrar        | Philippe Gilbert    |                    |
| 6a etapa  | 2 de setembre  | Caravaca de la Cruz – Múrcia                     | 151                | Thor Hushovd        | Philippe Gilbert    |                    |
| 7a etapa  | 3 de setembre  | Múrcia – Oriola                                  | 170                | Alessandro Petacchi | Philippe Gilbert    |                    |
| 8a etapa  | 4 de setembre  | Villena – Xorret de Catí                         | 188'8              | David Moncoutié     | Igor Antón          |                    |
| 9a etapa  | 5 de setembre  | Calp – Alcoi                                     | 187                | David López García  | Igor Antón          |                    |
|           | 6 de setembre  | jornada de descans                               | jornada de descans | jornada de descans  | jornada de descans  | jornada de descans |
| 10a etapa | 7 de setembre  | Tarragona – Vilanova i la Geltrú                 | 173'7              | Imanol Erviti       | Joaquim Rodríguez   |                    |
| 11a etapa | 8 de setembre  | Vilanova i la Geltrú – Vallnord/sector Pal (AND) | 208'4              | Igor Antón          | Igor Antón          |                    |
| 12a etapa | 9 de setembre  | Andorra la Vella (AND) – Lleida                  | 195                | Mark Cavendish      | Igor Antón          |                    |
| 13a etapa | 10 de setembre | Rincón de Soto – Burgos                          | 193'7              | Mark Cavendish      | Igor Antón          |                    |
| 14a etapa | 11 de setembre | Burgos – Peña Cabarga                            | 178'8              | Joaquim Rodríguez   | Vincenzo Nibali     |                    |
| 15a etapa | 12 de setembre | Solares – Llacs de Covadonga                     | 170                | Carlos Barredo      | Vincenzo Nibali     |                    |
| 16a etapa | 13 de setembre | Gijón – Cotobello                                | 179'3              | Mikel Nieve         | Joaquim Rodríguez   |                    |
|           | 14 de setembre | jornada de descans                               | jornada de descans | jornada de descans  | jornada de descans  | jornada de descans |
| 17a etapa | 15 de setembre | Peñafiel – Peñafiel                              | 46                 | Peter Velits        | Vincenzo Nibali     |                    |
| 18a etapa | 16 de setembre | Valladolid – Salamanca                           | 153                | Mark Cavendish      | Vincenzo Nibali     |                    |
| 19a etapa | 17 de setembre | Piedrahíta – Toledo                              | 200                | Philippe Gilbert    | Vincenzo Nibali     |                    |
| 20a etapa | 18 de setembre | San Martín de Valdeiglesias – Bola del Mundo     | 168'8              | Ezequiel Mosquera   | Vincenzo Nibali     |                    |
| 21a etapa | 19 de setembre | San Sebastián de los Reyes – Madrid              | 100                | Tyler Farrar        | Vincenzo Nibali     |                    |

## Classificacions finals

### Classificació general
|    | Ciclista          | Equip              | Temps      |
| -- | ----------------- | ------------------ | ---------- |
| 1  | Vincenzo Nibali   | Liquigas-Doimo     | 87h 18' 31 |
| 2  | Ezequiel Mosquera | Xacobeo Galicia    | + 43"      |
| 3  | Peter Velits      | Team HTC-Columbia  | + 3'04"    |
| 4  | Joaquim Rodríguez | Team Katusha       | + 4'22"    |
| 5  | Fränk Schleck     | Team Saxo Bank     | + 4'45"    |
| 6  | Xavier Tondo      | Cervélo TestTeam   | + 4'54"    |
| 7  | Nicolas Roche     | AG2R La Mondiale   | + 5'05"    |
| 8  | Carlos Sastre     | Cervélo TestTeam   | + 6'08"    |
| 9  | Tom Danielson     | Garmin-Transitions | + 6'18"    |
| 10 | Luis León Sánchez | Caisse d'Epargne   | + 7'44"    |

### Classificacions secundàries
|   | Ciclista          | Equip           | Punts |
| - | ----------------- | --------------- | ----- |
| 1 | David Moncoutié   | Cofidis         | 51    |
| 2 | Serafín Martínez  | Xacobeo Galicia | 43    |
| 3 | Ezequiel Mosquera | Xacobeo Galicia | 36    |
| 4 | Joaquim Rodríguez | Team Katusha    | 29    |
| 5 | Vincenzo Nibali   | Liquigas-Doimo  | 26    |

|   | Ciclista          | Equip              | Punts |
| - | ----------------- | ------------------ | ----- |
| 1 | Mark Cavendish    | Team HTC-Columbia  | 156   |
| 2 | Tyler Farrar      | Garmin-Transitions | 149   |
| 3 | Vincenzo Nibali   | Liquigas-Doimo     | 120   |
| 4 | Joaquim Rodríguez | Team Katusha       | 110   |
| 5 | Philippe Gilbert  | Omega Pharma-Lotto | 104   |

|   | Ciclista          | Equip           | Punts |
| - | ----------------- | --------------- | ----- |
| 1 | Vincenzo Nibali   | Liquigas-Doimo  | 9     |
| 2 | Ezequiel Mosquera | Xacobeo Galicia | 11    |
| 3 | Joaquim Rodríguez | Team Katusha    | 12    |
| 4 | David Moncoutié   | Cofidis         | 23    |
| 5 | Fränk Schleck     | Team Saxo Bank  | 25    |

| Pos. | Equip            | Temps        |
| ---- | ---------------- | ------------ |
| 1    | Team Katusha     | 261h 48' 04" |
| 2    | Caisse d'Epargne | + 33"        |
| 3    | Xacobeo Galicia  | + 12'33"     |
| 4    | Cervélo TestTeam | + 17'50"     |
| 5    | AG2R La Mondiale | + 35'42"     |

## Evolució de les classificacions
| Etapa (Vencedor)         | Classificació general Mallot vermell | Classificació per punts Mallot verd | Classificació de la muntanya Mallot a punts | Classificació de la combinada Mallot blanc | Classificació per equips |
| ------------------------ | ------------------------------------ | ----------------------------------- | ------------------------------------------- | ------------------------------------------ | ------------------------ |
| 1a (Team HTC-Columbia)   | Mark Cavendish                       | Mark Cavendish                      | no entregat                                 | Mark Cavendish                             | Team HTC-Columbia        |
| 2a (Iauhèn Hutaròvitx)   | Mark Cavendish                       | Iauhèn Hutaròvitx                   | Mickaël Delage                              | Javier Ramírez Abeja                       | Team HTC-Columbia        |
| 3a (Philippe Gilbert)    | Philippe Gilbert                     | Philippe Gilbert                    | Serafín Martínez                            | Serafín Martínez                           | Team HTC-Columbia        |
| 4a (Igor Antón)          | Philippe Gilbert                     | Igor Antón                          | Serafín Martínez                            | Vincenzo Nibali                            | Caisse d'Epargne         |
| 5a (Tyler Farrar)        | Philippe Gilbert                     | Igor Antón                          | Serafín Martínez                            | Vincenzo Nibali                            | Caisse d'Epargne         |
| 6a (Thor Hushovd)        | Philippe Gilbert                     | Philippe Gilbert                    | Serafín Martínez                            | Philippe Gilbert                           | Caisse d'Epargne         |
| 7a (Alessandro Petacchi) | Philippe Gilbert                     | Mark Cavendish                      | Serafín Martínez                            | Philippe Gilbert                           | Caisse d'Epargne         |
| 8a (David Moncoutié)     | Igor Antón                           | Mark Cavendish                      | Serafín Martínez                            | Vincenzo Nibali                            | Caisse d'Epargne         |
| 9a (David López García)  | Igor Antón                           | Mark Cavendish                      | David Moncoutié                             | Vincenzo Nibali                            | Caisse d'Epargne         |
| 10a (Imanol Erviti)      | Joaquim Rodríguez                    | Mark Cavendish                      | David Moncoutié                             | David Moncoutié                            | Caisse d'Epargne         |
| 11a (Igor Antón)         | Igor Antón                           | Igor Antón                          | David Moncoutié                             | Igor Antón                                 | Caisse d'Epargne         |
| 12a (Mark Cavendish)     | Igor Antón                           | Mark Cavendish                      | David Moncoutié                             | Igor Antón                                 | Caisse d'Epargne         |
| 13a (Mark Cavendish)     | Igor Antón                           | Mark Cavendish                      | David Moncoutié                             | Igor Antón                                 | Caisse d'Epargne         |
| 14a (Joaquim Rodríguez)  | Vincenzo Nibali                      | Mark Cavendish                      | David Moncoutié                             | Joaquim Rodríguez                          | Caisse d'Epargne         |
| 15a (Carlos Barredo)     | Vincenzo Nibali                      | Mark Cavendish                      | David Moncoutié                             | Joaquim Rodríguez                          | Team Katyusha            |
| 16a (Mikel Nieve)        | Joaquim Rodríguez                    | Mark Cavendish                      | David Moncoutié                             | Joaquim Rodríguez                          | Team Katyusha            |
| 17a (Peter Velits)       | Vincenzo Nibali                      | Mark Cavendish                      | David Moncoutié                             | Joaquim Rodríguez                          | Team Katyusha            |
| 18a (Mark Cavendish)     | Vincenzo Nibali                      | Mark Cavendish                      | David Moncoutié                             | Joaquim Rodríguez                          | Team Katyusha            |
| 19a (Philippe Gilbert)   | Vincenzo Nibali                      | Mark Cavendish                      | David Moncoutié                             | Joaquim Rodríguez                          | Team Katyusha            |
| 20a (Ezequiel Mosquera)  | Vincenzo Nibali                      | Mark Cavendish                      | David Moncoutié                             | Vincenzo Nibali                            | Team Katyusha            |
| 21a (Tyler Farrar)       | Vincenzo Nibali                      | Mark Cavendish                      | David Moncoutié                             | Vincenzo Nibali                            | Team Katyusha            |
| Classificació final      | Vincenzo Nibali                      | Mark Cavendish                      | David Moncoutié                             | Vincenzo Nibali                            | Team Katyusha            |